# Lyman P. Prior
Lyman P. Prior (nascut el 1888) fou un compositor estatunidenc del que s'ignora quasi tot sobre la seva biografia.
Fou deixeble de Saenger, i va desenvolupar càrrecs importants, comptant-se entre les seves composicions la cantata The Lowly Birth, l'opereta Fingoland, una fantasia per a violí, violoncel i piano, i d'altres obres.